# Rembune
Rembune is een bestuurslaag in het regentschap Bener Meriah van de provincie Atjeh, Indonesië. Rembune telt 251 inwoners (volkstelling 2010).